# Argelia (kommun i Colombia, Valle del Cauca, lat 4,73, long -76,12)
Argelia är en kommun i Colombia.   Den ligger i departementet Valle del Cauca, i den centrala delen av landet, 230 km väster om huvudstaden Bogotá. Antalet invånare är 6 693. Arean är 87 kvadratkilometer.
Terrängen i Argelia är kuperad västerut, men österut är den bergig.